# Hamilton O. Smith
Hamilton Othanel Smith (New York, 1931. augusztus 23. –) amerikai mikrobiológus. 1978-ban Werner Arberrel és Daniel Nathansszal közösen elnyerte a fiziológiai Nobel-díjat a restrikciós endonukleázok felfedezéséért.

## Tanulmányai
Hamilton O. Smith 1931. augusztus 23-án született New Yorkban, Othanel (Bunnie) Smith pedagógiaprofesszor és felesége, Naomi (Tommie) Harkey gyermekeként. A család 1937-ben az illinois-i Urbanába költözött, ahol apja az Illinois-i Egyetem pedagógiai tanszékének lett a munkatársa. Hamilton Urbanában járt elemi- és középiskolába és korán kitűnt természettudományok – főleg kémia és fizika – iránti vonzalmával. Házuk pincéjében testvérével közösen laboratóriumot is berendezett. A középiskola után 1948-tól az Illinois-i Egyetemen tanult tovább, fő tantárgya a matematika volt. 1950-ben átment a Berkeley-i Egyetemre, ahol érdekelni kezdte az idegélettan és a látás fiziológiája. Miután 1952-ben MSc fokozatot szerzett, a baltimore-i Johns Hopkins Egyetem orvosi szakára iratkozott be és 1956-ban orvosdoktor lett. Klinikai gyakorlatát a St. Louis-i Barnes Kórházban végezte, itt ismerkedett meg leendő feleségével is. 

## Munkássága
1957 júliusától kezdte kétéves katonai szolgálatát, melynek során a haditengerészet San Diegó-i bázisán volt egészségügyi tiszt. Szabad idejében genetikát és molekuláris biológiát tanult. 1959-ben családjával együtt Detroitba költözött, ahol a Henry Ford Kórházban végezte rezidentúráját. A kórház könyvtárában talált rá a DNS-kutatásról és a bakteriofágokról szóló irodalomra, amely azonnal felkeltette érdeklődését. 1962-ben kutatói ösztöndíjjal a Michigani Egyetemen, Myron Levine laboratóriumában kezdett dolgozni a szalmonella P22-es fágjával. 1965-ben felfedezték a többi gén kifejeződését szabályozó int gént. Levine 1966-ban Svájcban, Werner Arber laboratóriumában töltötte kutatóévét és Smith így szerzett tudomást Arber munkájáról, miszerint a baktériumokban létezik egy restrikciós modifikációs rendszer, amely megjelöli a saját DNS-t és lebontja az idegen, többnyire virális eredetű nukleinsavakat.
Smith 1967-ben elfogadta a Johns Hopkins Egyetem adjunktusi állásajánlatát. 1969-ben ő és Kent Wilcox sikeresen izolálta a Haemophilus influenzae baktériumból az első restrikciós endonukleázt, azt az enzimet amely Arber rendszerében a DNS lebontását végzi. Az enzim képes felismerni a DNS egy szakaszát, és ha nincsen megjelölve (metilálva), akkor elvágja a kettős szálat. Smith levelet írt kollégájának, az akkor Izraelben vendégkutatóként tartózkodó Daniel Nathansnak a felfedezéséről. Nathans a restrikciós enzim segítségével elkészítette az SV40 vírus genomjának első térképét. Később az enzim számos fajtáját fedezték fel, amely különböző DNS-szakaszokat ismer fel és a molekuláris biológiai laboratóriumok alapvető eszközeivé váltak.
Hamilton O. Smith, Daniel Nathans és Werner Arber 1978-ban megkapta az orvostudományi Nobel-díjat a restrikciós enzimek felfedezéséért. 

## Későbbi pályafutása
Smith 1973-ban a mikrobiológia, 1981-ben pedig a molekuláris biológia és genetika professzora lett. 1975-ben egy évet töltött Zürichben a hisztonok génjeinek kutatásával. Egyéb kutatásai témái a genetikai rekombináció enzimológiai oldala, a bakteriális génátadás mechanizmusa és a génkifejeződés szabályozása voltak. 1995-ben egyik vezető személyisége volt annak a csoportnak, amelyik elkészítette az első baktérium, a H. influenzae genomjának teljes szekvenálását. 1998-ban alapító tagja volt a Celera Genomics biotechnológiai cégnek. A 2000-es években részt vett Craig Venter szintetikus baktériumok és vírusok előállítására irányuló munkáiban és jelenleg az algák által előállított üzemanyagok ipari alkalmazásán dolgozik.   

## Családja
Hamilton O. Smith 1956-ban házasodott össze Elizabeth Anne Bolton kórházi nővérrel; négy fiuk és egy lányuk született.